# Ochotsk
Ochotsk (rusky Охотск) je přístav a sídlo městského typu v Chabarovském kraji u ústí řeky Ochoty při pobřeží Ochotského moře. Žije zde 3 138 obyvatel (2025).

## Etymologie
Název pevnosti a poté města pochází od Evenků. Buď od slova achot - velký nebo od ochat - řeka. A kozáci si jedno z těchto dvou slov poruštili a vzniklo z toho Ochotsk.

## Historie

### Založení osady
Ochotsk je první město a jedna z nejstarších ruských osad na Dálném východě.
V roce 1639 dosáhl kozácký oddíl vedený Ivanem Moskvitinem východního pobřeží asijské pevniny. Stali se tak prvními Rusy, kteří dosáhli Ochotského moře a tím i Tichého oceánu. Založili zde první malý ostrožek. V polovině 17. století si na místě pozdějšího města vybudoval svůj zimní tábor ruský objevitel, kozák Semjon Andrejevič Šelkovnikov. Ten zde v roce 1647 vybudoval chaty pro přezimování. V roce 1649 kozáci postavili opevnění kolem chat a tím vznikla malá osada, které dali jméno Kosoj Ostrožok.
Ruská přítomnost se nelíbila místním Lamutům, kteří nechtěli platit jasak. Lamutové v roce 1653 na Kosoj Ostrožok zaútočili, po několika dnech ho dobyli a vypálili. Rusové brzy osadu znovu vybudovali a lépe opevnili. I když osada ležela na pobřeží moře, nesloužila jako přístav, první osadníci a průzkumníci v osadě neuměli stavět lodě vhodné pro plavbu po moři. Stavěli pouze říční lodě. Proto veškeré spojení s okolím probíhalo pouze přes těžko schůdné pozemní cesty. Osada tak zůstávala pouze odříznutým sídlem na pobřeží

### Přístavní město
V roce 1713 vyslal car Petr I. Veliký do Ochotska několik zkušených stavitelů lodí, kteří zde postavili Vostok, první ruské plavidlo postavené na březích Tichého oceánu. Na lodi Vostok kozák Kuzma Sokolov jako první přeplul z Ochotska na Kamčatku, čímž objevil nové dopravní spojení po moři s územím Kamčatky. Za vlády carevny Anny Ivanovny došlo k založení Ochotské flotily a začalo se se stavbou přístavu, kolem kterého později vyrostlo město.
Díky Sokolovovi se z Ochotsku stal přístav, výchozí bod námořních expedic, které prozkoumaly severní Tichý oceán a objevily západní pobřeží ruské Ameriky.
V roce 1729 v Ochotsku stála kaple, chata pro skladování jasaku, stodola a 12 obytných domů.
10. května 1731 získal Ochotsk status ruského přístavního města a prvním velitelem přístavu se stal Grigorij Grigorjevič Skornjakov-Pisarev.
V roce 1732 byla v Ochotsku zřízena z iniciativy Vituse Beringa Ochotská námořní škola.
Roku 1737 byly v Ochotsku vyrobeny a spuštěny na moře lodě Svatý Petr a Svatý Pavel, na nichž se Vitus Bering a Alexej Čirikov plavili do Ameriky. Na počest těchto dvou lodí byl později pojmenován Petropavlovsk-Kamčatskij.
V roce 1740 se velitelem Ochotsku stal hrabě Anton Manujlovič Devier, blízký spolupracovník a přítel cara Petra I., který finančně podporoval expedici do Ameriky, vyplatil všechny dlužné mzdy kozákům ve městě a naplánoval rozvoj přístavu. Roku 1742 se novým velitelem města stal Atanasius Nikitič Zybin, který ho vedl až do roku 1760. Nechal postavit první maják v ústí řeky Kuchtuj. Za jeho dohlížení nad městem bylo na moře spuštěno sedm nových lodí, všechny byly vyrobeny v Ochotsku.
V roce 1742 stál ve městě Kostel Proměnění Páně, Zybinova kancelář, panovnické nádvoří, kasárna, 3 dílny, 5 stodol, 40 obytných domů, 5 obchodů a 1 kovárna.
Kolem roku 1750 bylo do Ochotsku posláno přibližně 6 tisíc koní s jídlem a vybavením z Jakutska.
Další rozvoj města je spojen s obchodníkem Grigorijem Šelechovem, který sem dorazil v roce 1776 a udělal z Ochotsku svou obchodní základnu pro obchod s Ruskou Amerikou a vysílání expedic na Kurilské ostrovy. Kožešiny z Aljašky a Aleutských ostrovů byly dováženy do Ochotsku a odsud je Šelechov nechával posílat do vnitrozemí na prodej, většina byla prodávána čínským obchodníkům v Kjachtě.
V roce 1783 se Ochotsk stal centrem ochotského okresu Irkutského místokrálovství. V roce 1790 byl přijat současný městský znak. V horní části štítu je irkutský znak a v dolní části v modrém poli jsou dvě kotvy a nad nimi vlajka, na znamení toho, že ve městě je přístav.
V roce 1786 bylo ve městě již 150 domů a 2 000 obyvatel.

### Centrum regionu
Roku 1796, za vlády cara Pavla I., byly na ruském Dálném východě změněny správní hranice a byla vytvořena Ochotská oblast, která zahrnovala Kamčatku, Čukotku a Ochotské moře. Ochotsk se stal regionálním centrem nové oblasti. Dalšími dvěma městy byly Nižněkamčatsk a Gižiginsk.
V roce 1815 byl Ochotsk přesunut na opačnou stranu společného ústí řek Ochota a Kuchtuj.
Jak se Ochotsk více rozrůstal, bylo stále zřejmější, že není vhodným místem pro regionální centrum. Kromě obtížné vnitrozemské cesty měl přístav chudé a velmi krátké vegetační období, nedostatek orby znamenal, že se muselo téměř všechno obilí draze dovážet z Jakutska. V oblasti bylo velmi málo pastvin, koně se někdy musely posílat z Ochotsku do Jakutska i bez nákladu, protože hrozilo, že pomřou hlady než dorazí z Ruské Ameriky vhodné náklady na transport. Když pak kožešiny z Ameriky dorazily do Ochotsku, často tam nebyly koně, které by je mohly odvézt do Kjachty nebo Jakutska. Od května do listopadu bylo moře bez ledu, ale sezona plachtění trvala pouze od června do září. Ústí řek, v němž bylo město postavené, bylo blátivé a mělké, při jarní oblevě tak bylo město často celé zalité vodou. Čerstvá voda se často musela dovážet až ze vzdálenosti 4 km. Po skončení zimy se břehy řeky Kuchtuj proměnily v bažiny a nedalo se po nich cestovat do vnitrozemí suchou cestou.

### Úpadek města
V 19. století s prudkým rozvojem ruského Dálného východu klesal význam Ochotsku. V roce 1822 byl ještě Ochotsk určen jako centrum Přímoří, ale po jejím zrušení se v roce 1849 Ochotsk stal jedním z několika okresních měst Jakutské oblasti. V roce 1840 se Rusko-americká společnost, kterou v roce 1799 založil Šelechov, rozhodla opustit Ochotsk a za své nové centrum si vybrala jižnější Ajan. Vznikla nová pozemní cesta Jakutsk-Ajan, která Ochotsk zcela vynechala z kožešinového obchodu s Amerikou. V roce 1849 sibiřiský guvernér Nikolaj Muravjov-Amurskij rozhodl přesunout sibiřskou flotilu a místní navigátorskou školu do Petropavlovsku-Kamčatského a všechny vládní úředníky do Ajanu.
Připojení oblasti kolem řeky Amur k Rusku v roce 1860 přinesla přesun ruského zájmu více na jih, o Ochotsk přestal být zájem. V roce 1867 Rusko prodalo Aljašku USA, což vedlo k dalšímu vylidnění Ochotsku.
V roce 1865 žilo v Ochotsku přibližně sto lidí.
V letech 1849 až 1866 křižovaly americké velrybářské lodě nedaleko Ochotsku při lovu velryb. Několik velryb bylo Američany uloveno na dohled od města, ale jen málokterá americká velrybářská loď tam zakotvila.
Během Krymské války se v Tichomoří objevila spojená britsko-francouzská eskadra, která napadala ruská města, nejvíce zasaženy byly Ajan a Petropavlovsk-Kamčatskij. Britsko-francouzské eskadře připadal už Ochotsk natolik nedůležitý, že na něj nebyl po celou dobu války podniknut jediný útok.
Na přelomu 19. a 20. století se v okolí města objevili první zlatokopové, někteří z nich přišli z Aljašky, a hledali zde zlato. Objevená ložiska se ukázala jako bezvýznamná.

### Občanská válka
Ruská občanská válka se do Ochotsku dostala až v roce 1919, kdy se města zmocnili bílí s podporou japonských dělových člunů. Místní obyvatelé se obávali odvety od ozbrojených těžařů zlata a proto v roce 1920 většina lovců opustila město a vydala se na cestu do Jakutska. Mnoho z nich zemřelo cestou na nemoci, vyčerpání a také bylo zabito bandity. Bělogvardějci se vydali z Ochotska na pochod do Jakutska. Na konci roku 1922 přistál ve městě bělogvardějský generál Anatolij Nikolajevič Pepeljajev míříci k Ajanu. Ochotsk byl jedním z posledních ruských měst, které se dostaly v roce 1923 pod sovětskou moc.

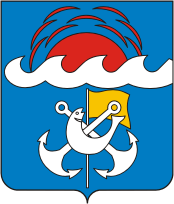
Znak města během sovětské éry (1976)

### Sovětské období
Roku 1927 byl upadající Ochotsk zbaven statusu města a přeměněn na venkovskou osadu, v roce 1949 získal status osady městského typu.
V sovětských dobách byl přístav dále rozvíjen. Ve městě byl postaven velký závod na zpracování ryb a závod na opravu lodí. Oba závody fungovaly až do konce 80. let.
Nacházela se zde 6. divize 11. samostatné armády protivzdušné obrany a hraniční stanoviště Ochotsk.

### Postsovětské období a současnost
Po rozpadu SSSR se zhroutila ekonomika. Většina závodů a podniků ve městě byla uzavřena, včetně loděnice. Ochotský přístav ztratil zcela svůj význam a je nazýván přístavní bod (mini přístav). Zhoršující se ekonomická situace vedla k vylidnění Ochotsku. V roce 1989 žilo v Ochotsku 9 289 lidí, v roce 2020 jen 3 183 a lidé neustále odchází.
Do roku 2006 byl Ochotsk součástí pohraničního pásma, toto pásmo bylo ale již zrušeno.

## Ekonomika
Ochotsk má rybářský přístav, který představuje jeho ekonomické srdce. V okolí Ochotsku se zpracovávají ulovené ryby. Sídlí zde těžařské společnosti, které v okolí hledají nová ložiska zlata a stříbra.
V Ochotsku je elektrárna, která má pět dieselových generátorů (DG-72; 0,8 MW).

## Doprava
Nejdůležitější roli v ochotské dopravě představuje Ochotské letiště pro menší letadla a vrtulníky všech typů. Letiště v roce 2019 odbavilo 30 500 cestujících.
V roce 2021 bylo rozhodnuto o modernizaci obchodního přístavu v Ochotsku. Za 30 let nebyla prováděna modernizace, přístav upadal, nákladní doprava klesala. V roce 2021 byla roční nákladní kapacita přístavu až 120 tisíc tun zboží. Do roku 2025 má být dokončena modernizace přístavu, která zvýší nákladní kapacitu až na 400 tisíc tun zboží ročně.

## Podnebí
Ochotské klima je subarktické, ale zmírněné Tichým oceánem, proto jsou zimy teplejší než v podobných zeměpisných šířkách na Sibiři, ale naopak léta jsou mnohem chladnější. Nejteplejším měsícem je srpen.
Ochotsk se nachází v zóně permafrostu.
- Průměrná roční teplota je −3,8 °C
- Průměrná roční rychlost větru je 3,5 m / s
- Průměrná roční vlhkost vzduchu je 75 %

## Galerie

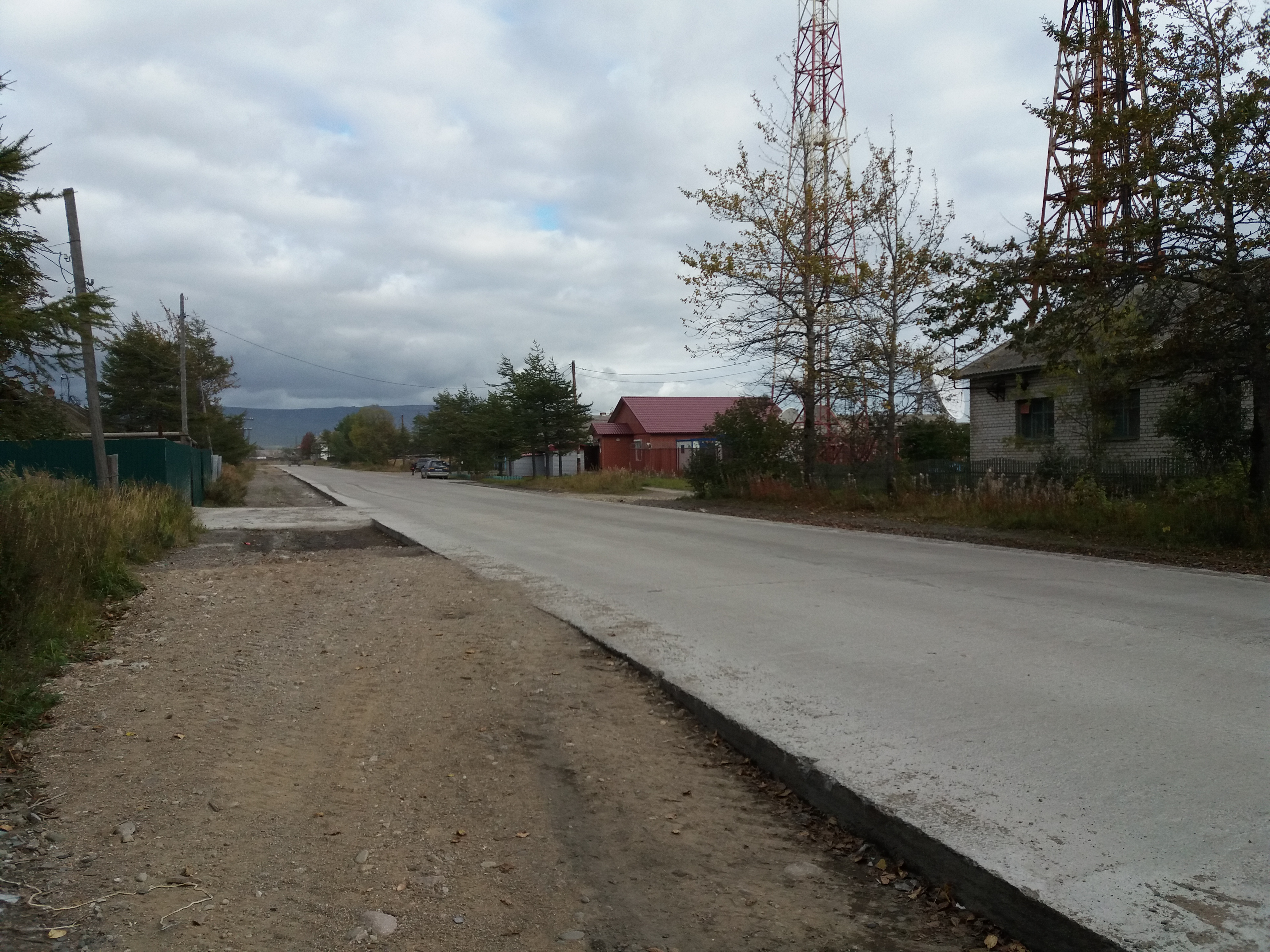
Jedna z hlavních ochotských ulic (2017)
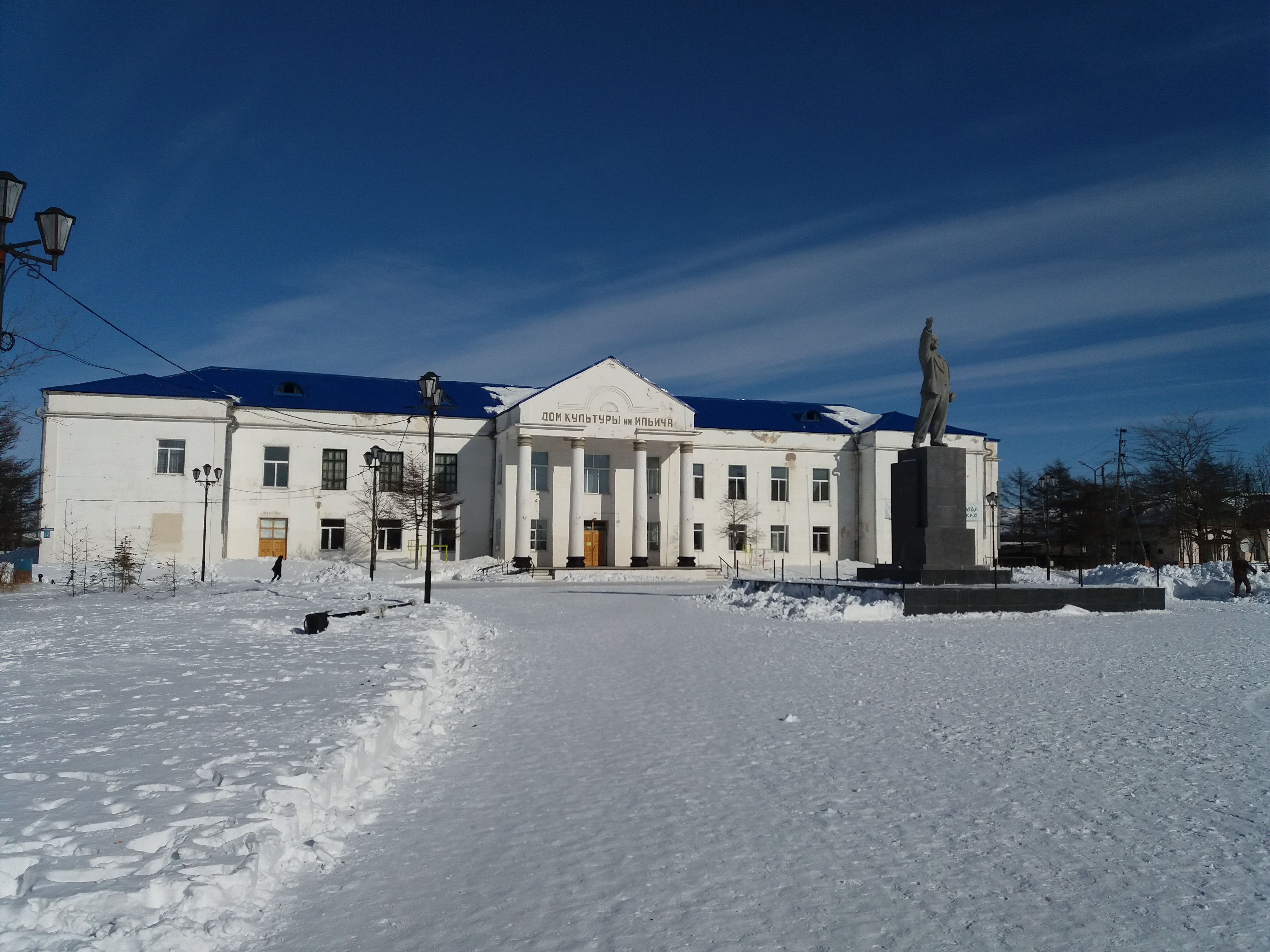
Centrální ochotské náměstí, socha Lenina, Dům Kultury (2017)
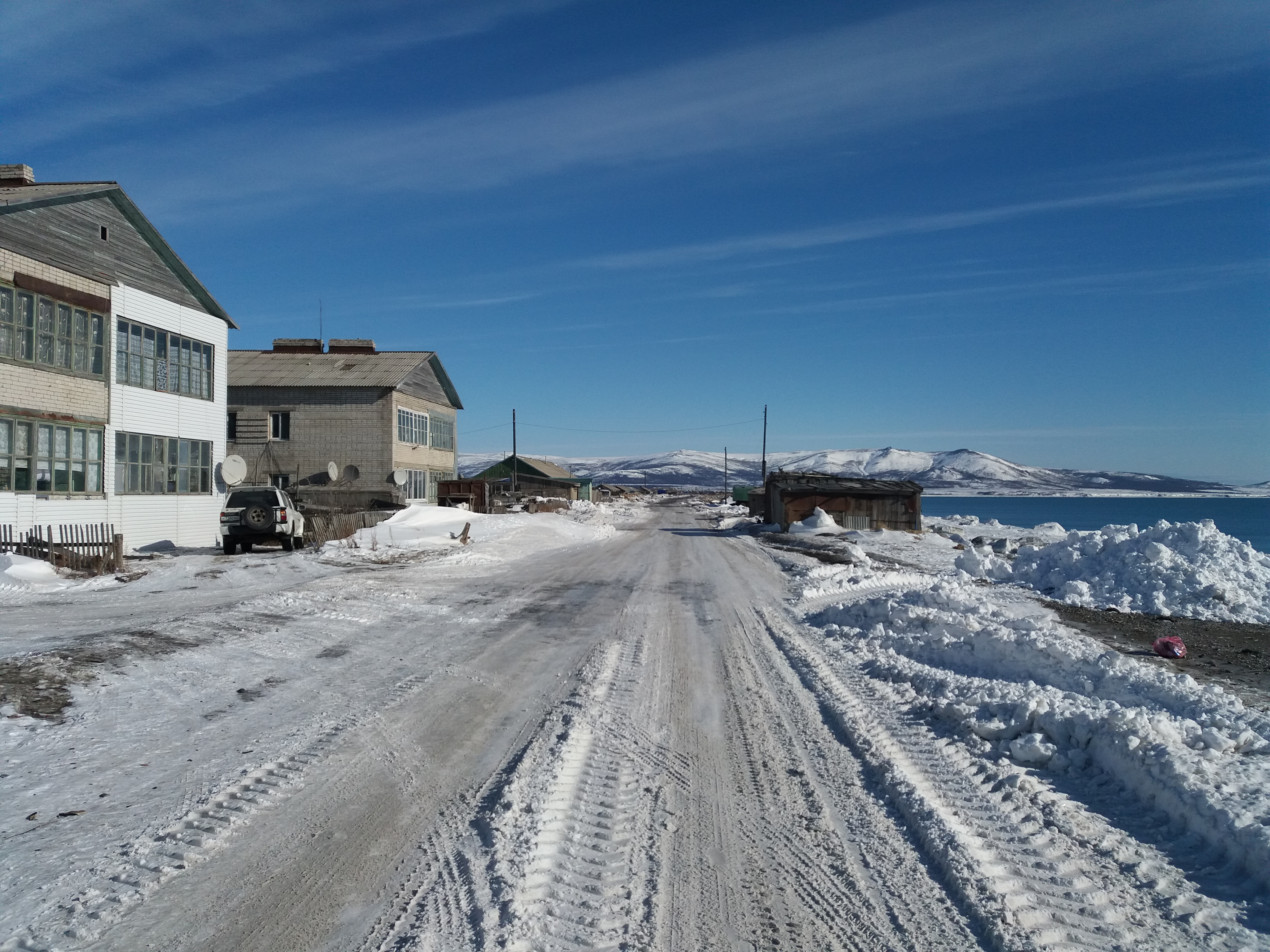
Ochotské nábřeží. Pohled na východ směrem k mysu Marekan a hřebenu Lanžinského (2017)
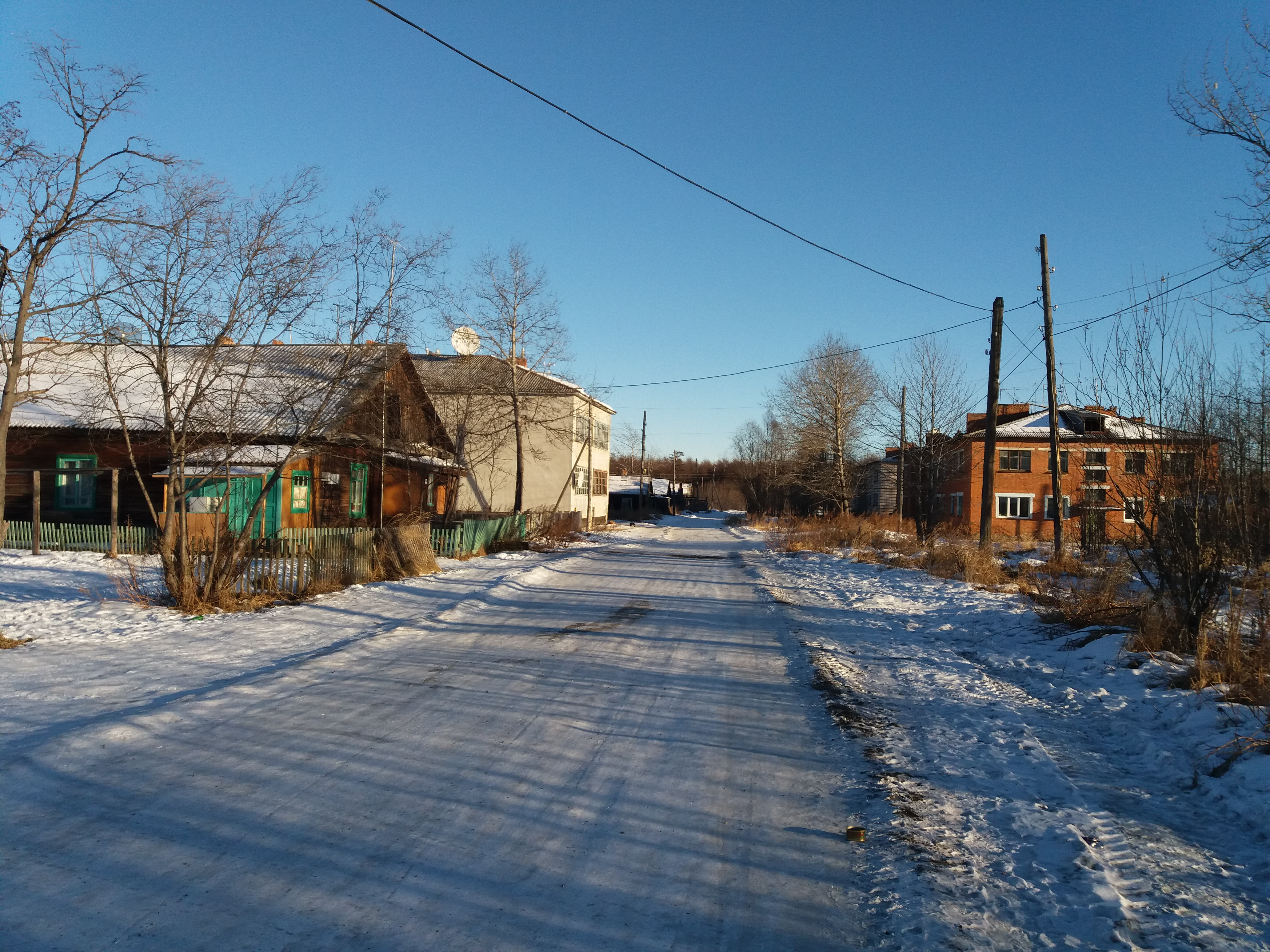
Směr na letiště (2016)
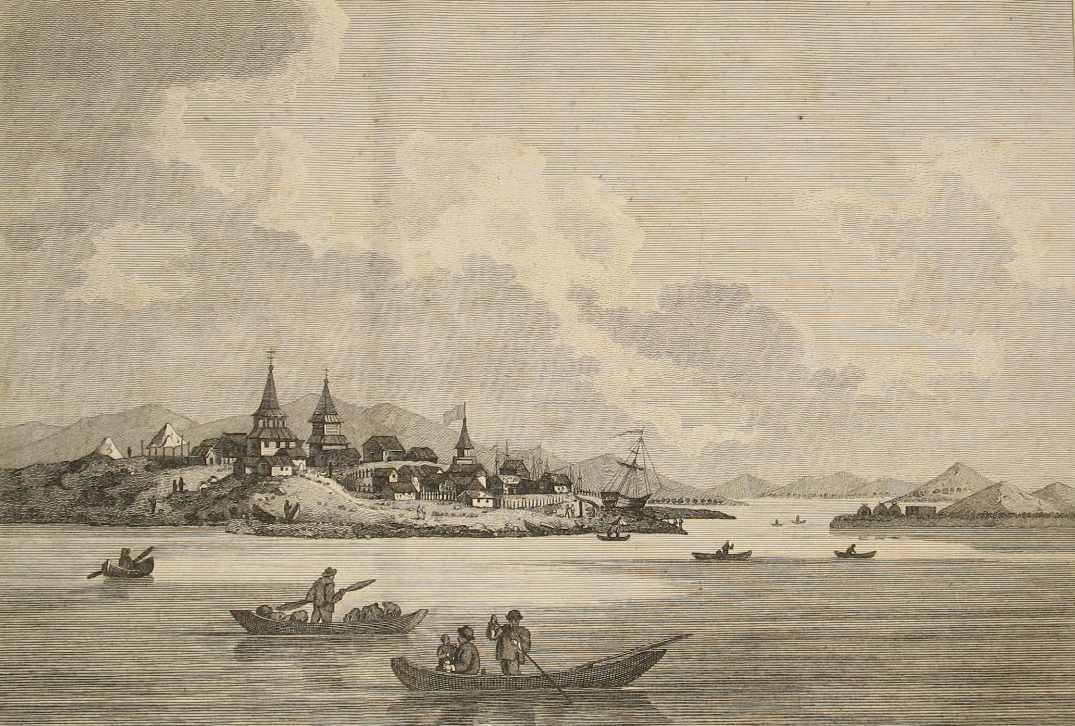
Pohled na Ochotsk od moře - konec 18. století